# Gelée d’aiyu

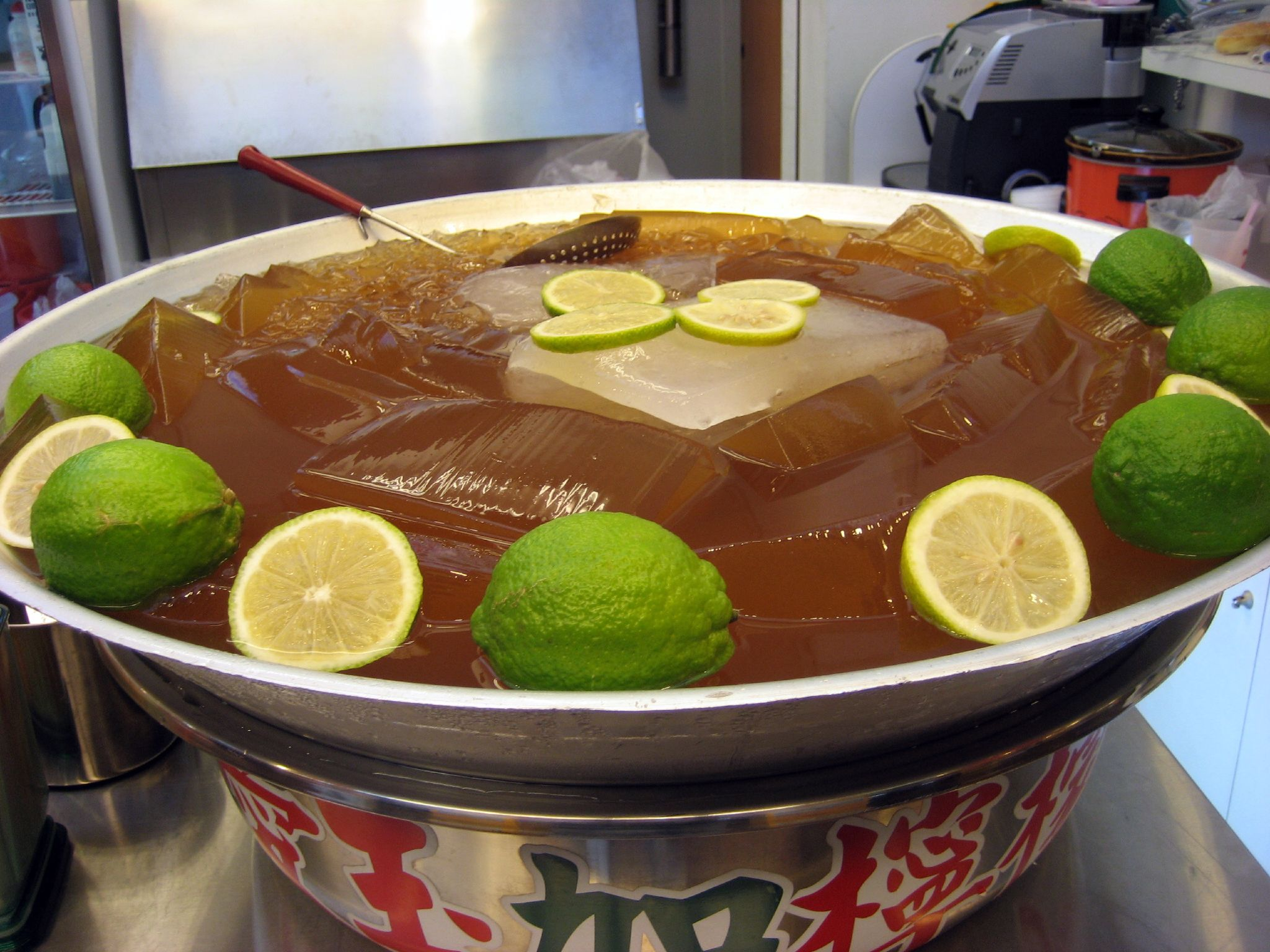
Gelée d’aiyu dans un petit restaurant taïwanais

La gelée d’aiyu est un aliment généralement consommé sous forme de snack sucré, principalement à Taïwan et Singapour, mais aussi dans certains endroits de Malaisie (Ipoh), et dans les restaurants de spécialités taïwanaises au Japon et en Chine.
Nom en mandarin: àiyù 愛玉, àiyùbīng 愛玉冰, àiyùdòng 愛玉凍 ou wéntóu xǔe 文頭雪 (Singapour).
Nom en taïwanais: ò-giô 薁蕘
Elle est faite à partir des graines du fruit du figuier rampant.

## Fabrication et consommation

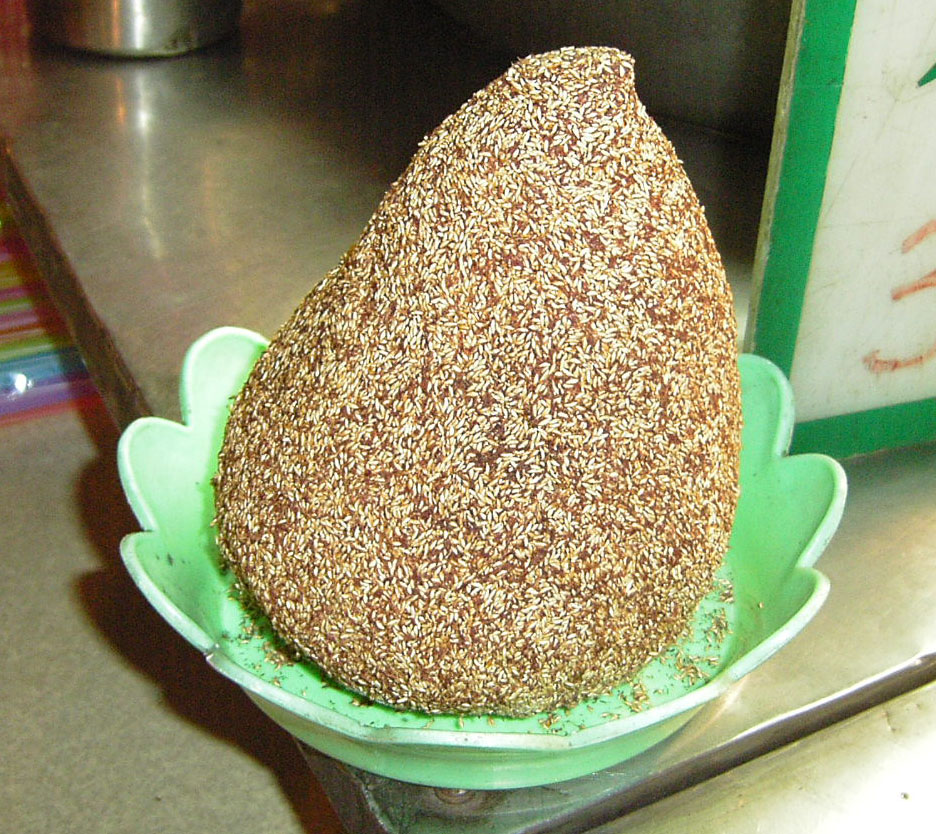
Fruit du figuier rampant séché et retourné, graines à l’extérieur

Les figues sont récoltées de septembre à janvier, juste avant la maturité complète, puis coupées en deux et retournées de sorte que les graines se retrouvent à l’extérieur. Après avoir séché à l’air pendant plusieurs jours, les graines sont retirées par grattage et placées dans un sac de coton fin. Le sac est immergé dans de l’eau froide et massé doucement durant plusieurs minutes, ce qui fait passer dans l’eau un gel jaune clair qui se solidifie après avoir été mis au froid. Il ne se dissout pas dans l’eau chaude, mais peut revenir à l’état liquide après plusieurs jours par synérèse. Pour que la gelée prenne, l’eau (non sucrée) et le récipient doivent être parfaitement propres, mais l’eau distillée ne convient pas car la présence de sels minéraux est nécessaire.
Elle est principalement consommée en dessert avec du miel et du jus de citron, parfois ajoutée dans des boissons glacées, plus rarement comme ingrédient de fondue chinoise.

## Origine
Selon la tradition orale taïwanaise, la fabrication de cet aliment a été initiée au XIXe siècle par un commerçant en thé qui aurait découvert à Chiayi les propriétés du fruit du figuier rampant. Aiyu (Jade d’amour) serait le nom de sa fille.